# 더 레드 점프슈트 애퍼래터스
더 레드 점프슈트 애퍼래터스(The Red Jumpsuit Apparatus)는 미국 플로리다주 잭슨빌 출신의 평균 연령 22세의 5인조 밴드이다. 밴드의 명칭은 눈을 가린 멤버 한 명이 벽에 붙어진 엉터리 단어 중에서 3개를 선택해서 제비뽑기 식으로 결정한 것으로 멤버들은 팀 명칭에 구애되지 않았다. 첫 번째 싱글 《Face Down》은 전미 최고 24위가 되어 MTV나 Fuse 등을 통해 뮤직비디오가 자주 방송되었다.

## 개요
2003년 겨울, 로니 윈터와 듀크 키첸스가 밴드를 결성해 지방에서 정력적으로 활동하여 명성을 쌓아 나아가다 멤버 몇몇이 탈퇴한다. 이에 로니가 멤버가 네 명일 때 멤버를 모집하여 엘리어스가 팀에 발탁되었으며, 그 후 엘리어스가 이전에 활동하고 있었던 메탈 그룹의 멤버이자 소꿉 친구인 조이 또한 발탁되었다. 같은 시기에 존이 들어와 지금과 같은 멤버가 갖추어진다. 수 개월 후 버진 레코드와 계약하고, 프로듀서로 호손 하이츠, 브레이킹 벤저민 등을 프로듀싱했던 데이빗 벤데스를 맞이하여 앨범 제작에 착수한다.
2006년 6월 18일 데뷔 앨범 《Don't You Fake It》를 발매해 전미 최고 25위에 오른다. 첫 번째 싱글 《Face Down》은 가정 내 폭력에 대해서 쓰여진 곡으로 인터뷰에서 로니는 자신의 경험을 기초로 해서 만들어졌다고 한다. 《In Fate's Hands》는 엘리어스와 조이가 있었던 메탈 밴드의 이름과 동명으로 〈Seventeen Ain't So Sweet〉는 재능은 있지만 뮤지션으로 성공하지 못한 여자 친구에게 바치는 곡이다. 또한 모든 곡의 컨셉은 실제로 일어난 사건을 바탕으로 만들어졌다.
2008년 10월, 기타의 엘리어스 리디가 탈퇴한다. 2009년 2월 3일에는 세이오신(saosin)과 스리 데이스 그레이스를 프로듀싱한 하워드 벤슨을 맞이하여 완성한 두 번째 앨범 《Lonely Road》를 발매하여 전미 최고 14위에 오른다.
2010년 버진 레코드 (EMI)를 떠나 무소속으로 활동하며 EP 음반 The Hell Or High Water EP를 발매하였다.
2011년 정규 앨범 3집 Am I The Enemy를 발매하였으며,
2011년 11월에는 드러머 존 월크스가 탈퇴하였다, 빈자리를 채우기 위에 크리스 코모로를 새로운 드러머로 영입하였다.
2012년 크리스 코모로가 탈퇴하였다, 그 빈자리를 다시 채우기 위해 존 하트맨을 새로운 드러머로 영입하였다.

## 구성원

### 현재의 멤버
- 로니 윈터 (Ronnie Winter) - 리드 보컬
- 듀크 키첸스 (Duke Kitchens) - 기타, 피아노
- 조이 웨스트우드 (Joey Westwood) - 베이스
- 존 하트맨 (John Hartman) - 드럼

### 과거의 멤버
- 엘리어스 리디 (Elias Reidy) - 기타

2008년 10월 탈퇴
- 존 윌크스 (Jon Wilkes) - 드럼

2011년 11월 탈퇴
- 크리스 코모로 (Kristopher Comeaux) - 드럼

2012년 중반 탈퇴

## 디스코그라피
앨범
- The Red Jumpsuit Apparatus (2005년)
- Ass Shaker/Justify/Face Down EP (2006년)
- Don't You Fake It (2006년) 전미 최고 25위

| 1. In Fate's Hands 2. Waiting 3. False Pretense 4. Face Down 5. Misery Loves Its Company 6. Cat and Mouse | 7. Damn Regret 8. Atrophy 9. Seventeen Ain't So Sweet 10. Justify 11. Your Guardian Angel 12. The Grim Goodbye |

- AOL Sessions Undercover EP (2007년)
- Your Guardian Angel EP (2007년)
- Lonely Road（2009년）전미 최고 14위

| 1. You Better Pray 2. No Spell 3. Pen & Paper 4. Represent 5. Pull Me Back 6. Step Right Up | 7. Believe 8. Pleads and Postcards 9. Lonely Road 10. Senioritis 11. Godspeed |

- Shock Session（2009년)
- The Hell Or High Water EP（2010년)
- Am I the Enemy（2011년）전미 최고 61위

| 1. Salvation 2. Reap 3. Wake Me Up 4. Am I the Enemy 5. Dreams 6. Dive Too Deep | 7. Where Are the Heroes? 8. Angel in Disguise 9. Don't Lose Hope 10. Fall from Grace 11. Choke 12. Reap (Radio edit) |

싱글
| 년   | 타이틀                | 앨범                      | 차트         | 차트         | 차트           | 차트            | 차트        |
| 년   | 타이틀                | 앨범                      | U.S. Hot 100 | U.S. Pop 100 | U.S. Mod. Rock | U.S. Main. Rock | New Zealand |
| ---- | --------------------- | ------------------------- | ------------ | ------------ | -------------- | --------------- | ----------- |
| 2006 | "Face Down"           | Don't You Fake It         | 24           | 15           | 3              | 38              | 4           |
| 2007 | "False Pretense"      | Don't You Fake It         |              |              | 39             |                 |             |
| 2007 | "Your Guardian Angel" | Don't You Fake It         | 122          |              |                |                 | 19          |
| 2008 | "Damn Regret"         | Don't You Fake It         |              |              |                |                 |             |
| 2008 | "You Better Pray"     | Lonely Road               |              |              | 17             | 31              |             |
| 2009 | "Pen and Paper"       | Lonely Road               | 75           |              |                |                 |             |
| 2009 | "Represent"           | Lonely Road               |              |              |                |                 |             |
| 2010 | "Choke"               | The Hell Or High Water EP |              |              |                |                 |             |
| 2011 | "Reap"                | Am I the Enemy            |              |              |                | 39              |             |
| 2011 | "Dive To Deep"        | Am I the Enemy            |              |              |                |                 |             |
| 2011 | "Am I the Enemy"      | Am I the Enemy            |              |              |                |                 |             |
| 2011 | "Angel in Disguise"   | Am I the Enemy            |              |              |                |                 |             |
| 2012 | "Twilight"            | -                         |              |              |                |                 |             |